# Communauté rurale de Thiolom Fall
La communauté rurale de Thiolom Fall est une communauté rurale du Sénégal située au nord-ouest du pays. 
Elle fait partie de l'arrondissement de Sagatta Gueth, du département de Kébémer et de la région de Louga.